# Mistrzostwa Ameryki i Pacyfiku Juniorów w Saneczkarstwie 2024
13. Mistrzostwa Ameryki i Pacyfiku juniorów w saneczkarstwie 2024 odbyły się w dniach 9–10 grudnia 2023 r. w kanadyjskim Whistler. Zawodnicy rywalizowali w czterech konkurencjach: jedynkach kobiet, jedynkach mężczyzn, dwójkach kobiet oraz dwójkach mężczyzn.

## Terminarz
| Data            | Miejscowość | Konkurencja      | Złoto                                             | Srebro       | Brąz            |
| --------------- | ----------- | ---------------- | ------------------------------------------------- | ------------ | --------------- |
| 9 grudnia 2023  | Whistler    | Jedynki kobiet   | Embyr-Lee Susko                                   | Kailey Allan | Midori Holland  |
| 9 grudnia 2023  | Whistler    | Dwójki kobiet    | Kanada Embyr-Lee Susko · Beattie Podulsky         | —            | —               |
| 9 grudnia 2023  | Whistler    | Dwójki mężczyzn  | Stany Zjednoczone Marcus Mueller · Ansel Haugsjaa | —            | —               |
| 10 grudnia 2023 | Whistler    | Jedynki mężczyzn | Dylan Morse                                       | Theo Downey  | Matthew Greiner |

## Wyniki

### Jedynki kobiet
- Data / Początek: Sobota, 9 grudnia 2023 r.

| Medal | Zawodniczka      | Narodowość        | 1. zjazd | 2. zjazd | Czas     | Strata |
| ----- | ---------------- | ----------------- | -------- | -------- | -------- | ------ |
|       | Embyr-Lee Susko  | Kanada            | 39.169   | 39.243   | 1:18.412 | —      |
|       | Kailey Allan     | Kanada            | 39.330   | 39.470   | 1:18.800 | +0.388 |
|       | Midori Holland   | Kanada            | 39.483   | 39.418   | 1:18.901 | +0.489 |
| 4.    | Beattie Podulsky | Kanada            | 39.558   | 39.485   | 1:19.043 | +0.631 |
| 5.    | Caitlin Nash     | Kanada            | 39.556   | 39.530   | 1:19.086 | +0.674 |
| 6.    | Jolie Brodylo    | Kanada            | 39.615   | 39.675   | 1:19.290 | +0.878 |
| 7.    | Sophia Gordon    | Stany Zjednoczone | 39.899   | 39.993   | 1:19.892 | +1.480 |
| 8.    | Delaney Duncan   | Stany Zjednoczone | 40.178   | 40.183   | 1:20.361 | +1.949 |
| DNS   | Macey Schomaker  | Stany Zjednoczone | 40.853   | DNS      | 40.853   | —      |

### Jedynki mężczyzn
- Data / Początek: Niedziela, 10 grudnia 2023 r.

| Medal | Zawodnik        | Narodowość        | 1. zjazd | 2. zjazd | Czas     | Strata |
| ----- | --------------- | ----------------- | -------- | -------- | -------- | ------ |
|       | Dylan Morse     | Kanada            | 51.099   | 51.148   | 1:42.247 | —      |
|       | Theo Downey     | Kanada            | 50.972   | 51.347   | 1:42.319 | +0.072 |
|       | Matthew Greiner | Stany Zjednoczone | 51.317   | 51.190   | 1:42.507 | +0.260 |
| 4.    | Aidan Mueller   | Stany Zjednoczone | 51.479   | 51.760   | 1:43.239 | +0.992 |
| 5.    | Logan Barnes    | Stany Zjednoczone | 51.824   | 51.893   | 1:43.717 | +1.470 |

### Dwójki kobiet
- Data / Początek: Sobota, 9 grudnia 2023 r.

| Medal | Zawodniczki                      | Narodowość | 1. zjazd | 2. zjazd | Czas     | Strata |
| ----- | -------------------------------- | ---------- | -------- | -------- | -------- | ------ |
|       | Embyr-Lee Susko Beattie Podulsky | Kanada     | 39.821   | 39.689   | 1:19.510 | —      |

### Dwójki mężczyzn
- Data / Początek: Sobota, 9 grudnia 2023 r.

| Medal | Zawodnicy                     | Narodowość        | 1. zjazd | 2. zjazd | Czas     | Strata |
| ----- | ----------------------------- | ----------------- | -------- | -------- | -------- | ------ |
|       | Marcus Mueller Ansel Haugsjaa | Stany Zjednoczone | 38.862   | 38.931   | 1:17.793 | —      |
| DNF   | Logan Barnes Gavin Davis      | Stany Zjednoczone | 40.410   | DNF      | 40.410   | —      |

## Klasyfikacja medalowa
| Miejsce | Państwo           |   |   |   | Razem |
| ------- | ----------------- | - | - | - | ----- |
| 1.      | Kanada            | 3 | 2 | 1 | 6     |
| 2.      | Stany Zjednoczone | 1 | 0 | 1 | 2     |